# 훅 까놓고 말해서
《훅 까놓고 말해서》는 매주 토요일 오후 6시 25분에 방영되는 텔레비전 프로그램이다.

## 진행자
- 윤종신
- 이용진
- 조현아

## 게스트
- 1회 : 변호사 한문철, 수제버거 사장님 박재현, 배우 진선규
- 2회 : 희극인 박명수, 영화감독 이원석, 아O리버 대표 백창흠

## 시청률
최저 시청률과 최고 시청률은 시청률 조사회사와 지역별로 시청률에 차이가 있을 수 있습니다.

### 2023년
| 회차 | 방송일   | AGB 시청률     |
| 회차 | 방송일   | 대한민국(전국) |
| ---- | -------- | -------------- |
| 1    | 6월 17일 | 1.6%           |
| 2    | 6월 24일 | 1.6%           |